# Dirk van Gulik (1904-1982)
Dirk van Gulik (Wageningen, 29 september 1904 − Amsterdam, 7 augustus 1982) was een Nederlands kunstschilder.

## Biografie
Van Gulik was een zoon van hoogleraar prof. dr. Dirk van Gulik (1868-1935) en Catharina Kingma Boltjes (1870-1960). Hij was een leerling van Walter Vaes. Vanaf 1948 werkte hij in Amsterdam. Hij maakte landschappen, stadsgezichten, naaktfiguren en portretten, en dat zowel in olieverf, aquarel als tekening. In 1957 won hij de Artimedaille, in 1973 de Jeanne Oosting Prijs. Hij was lid van de Amsterdamse kunstenaarsvereniging Arti et Amicitiae en het Amersfoorts Kunstenaars Genootschap AKG.
Van Gulik overleed in 1982 op 77-jarige leeftijd.